# 曽於市立財部中学校
曽於市立財部中学校（そおしりつ たからべちゅうがっこう）は、鹿児島県曽於市財部町にある市立中学校。

## 学校概要
- 市町村合併で、曽於市が誕生する以前は、財部町立財部中学校であった。
- 昭和38年に中谷分校が中谷中学校として独立。昭和42年に統合。
- 現在の生徒数は217名で、各学年2～3学級である（平成18年5月現在）。

## 卒業後の進路
- 卒業後は、同市の曽於高校（旧財部高校、岩川高校、末吉高校）や都城市内の高校などに進学する。

## 著名な出身者
- 前田千島 - 柔道選手
- 金田和之 - プロ野球選手
- 中﨑雄太 - プロ野球選手
- 中﨑翔太 - プロ野球選手